# Aeolochroma caesia
Aeolochroma caesia är en fjärilsart som beskrevs av W. Warren 1896. Aeolochroma caesia ingår i släktet Aeolochroma och familjen mätare. Inga underarter finns listade i Catalogue of Life.